# Matt Qvortrup
Matt Qvortrup   (Dinamarca, segle XX) és un politòleg i advocat danès. És considerat un expert en estudis comparatius sobre les constitucions, política europea i democràcia directa.
Qvortrup va néixer a Dinamarca, però va créixer als afores de Toronto, al Canadà. Des de ben jove va mostrar un gran interès per la política, en particular pel moviment independentista al Quebec. En l'any 2000, Qvortrup va obtenir el seu doctorat en política al Brasenose College de la Universitat d'Oxford i també té un títol en Dret de la Universitat de Londres.
Actualment, és professor de Ciències Polítiques Aplicades i Relacions Internacionals a la Universitat de Coventry, al Regne Unit. També és col·laborador de la revista Philosophy Now i mitjans de comunicació com la BBC i el Bloomberg.

## Obres
- 2016: Angela Merkel: Europe's Most Influential Leader[2]